# Grammodes caeca
Grammodes caeca är en fjärilsart som beskrevs av Arnold Pagenstecher 1900. Grammodes caeca ingår i släktet Grammodes och familjen nattflyn. Inga underarter finns listade i Catalogue of Life.

## Bildgalleri

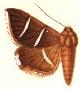